# Blake Fleming
Pour les articles homonymes, voir Fleming.
Blake Fleming est un batteur connu pour ses participations dans divers groupes influents de musique expérimentale.

## Biographie
Il commença à étudier le tambour à l'âge de 8 ans, et joua pendant plusieurs années dans des formations de fifres, tambours, cornemuses, jazz, dans des orchestres etc. Son premier groupe était Dazzling Killmen, qu'il rejoignit à l'âge de 15 ans. Il joua par la suite avec le groupe japonais prog-punk Zeni Geva. Il se transféra ensuite de Saint-Louis (Missouri) à New York et forma son groupe instrumental Laddio Bolocko. Après la dissolution de ce dernier, il partit vivre à Los Angeles et participa en 2001 aux débuts du groupe The Mars Volta, qu'il quitta après l'enregistrement de quelques démos. Il joua également de la batterie sur l'album solo de Omar Rodríguez-López, A Manual Dexterity: Soundtrack Volume 1. Il revint ensuite à New York pour y former Electric Turn To Me, qui se sépara à son tour en 2006. Il rejoignit The Mars Volta après le départ du batteur Jon Theodore le 28 juillet 2006. Plus tard il quitta le groupe et fut remplacé par Deantoni Parks pour le reste de la tournée de 2006. Depuis il a continué sa carrière musicale comme musicien indépendant et professeur de batterie à New York.

## Source
- (en) Cet article est partiellement ou en totalité issu de l’article de Wikipédia en anglais intitulé « Blake Fleming » (voir la liste des auteurs).